# Vallouise
Vallouise (okzitanisch Vau Loïsa) ist eine Ortschaft und eine ehemalige französische Gemeinde mit 748 Einwohnern (Stand: 1. Januar 2018) im Département Hautes-Alpes in der Region Provence-Alpes-Côte d’Azur. Sie gehörte zum Arrondissement Briançon und zum Kanton L’Argentière-la-Bessée.
Mit Wirkung vom 1. Januar 2017 wurden die früheren Gemeinden Pelvoux und Vallouise zu einer Commune nouvelle mit dem Namen Vallouise-Pelvoux zusammengelegt und haben in der neuen Gemeinde den Status einer Commune déléguée. Der Verwaltungssitz befindet sich im Ort Pelvoux.

## Geografie
Die Gemeinde Vallouise grenzte
- im Nordwesten an Saint-Christophe-en-Oisans,
- im Norden an Pelvoux
- im Nordosten an Saint-Martin-de-Queyrières,
- im Osten an Les Vigneaux,
- im Süden an Puy-Saint-Vincent und L’Argentière-la-Bessée,
- im Südwesten an Champoléon,
- im Westen an La Chapelle-en-Valgaudémar.

Das zur Gemeinde Vallouise gehörende Bergsteigerdorf Ailefroide liegt auf 1506 m. östlich des Pic Coolidge. Von dort aus führt ein gefährlicher, mit Schutt bedeckter und über den Glacier Noir führender Fußweg zu dieser 3774 hohen Erhebung. Beim Gletscher bzw. beim Pré de Madame Carle mit einer Hütte namens Refuge Cézanne endet die von Ailefroide kommende Straße mit einem großen Parkplatz.
Das Wintersportgebiet von Pelvoux und Vallouise enthält 14 Pisten mit einer Gesamtlänge von 34 Kilometern.
Erhebungen in der Gemarkung heißen:
- Les Bans (3669m.ü.M)
- Pointe des Bœufs (3516 m)
- Pic des Aupillous (3505 m)
- Pic de Bonvoisin (3480 m)
- Pic Jocelme (3458 m)
- Pointe de Verdonne (3328 m)
- Pointe de l’Aiglière (3307 m)
- Tête d’Amont de Montbrison (2815 m)

## Bevölkerungsentwicklung
| Jahr      | 1962 | 1968 | 1975 | 1982 | 1990 | 1999 | 2008 | 2012 | 2018 |
| --------- | ---- | ---- | ---- | ---- | ---- | ---- | ---- | ---- | ---- |
| Einwohner | 381  | 417  | 451  | 512  | 623  | 637  | 728  | 761  | 748  |

## Sehenswürdigkeiten

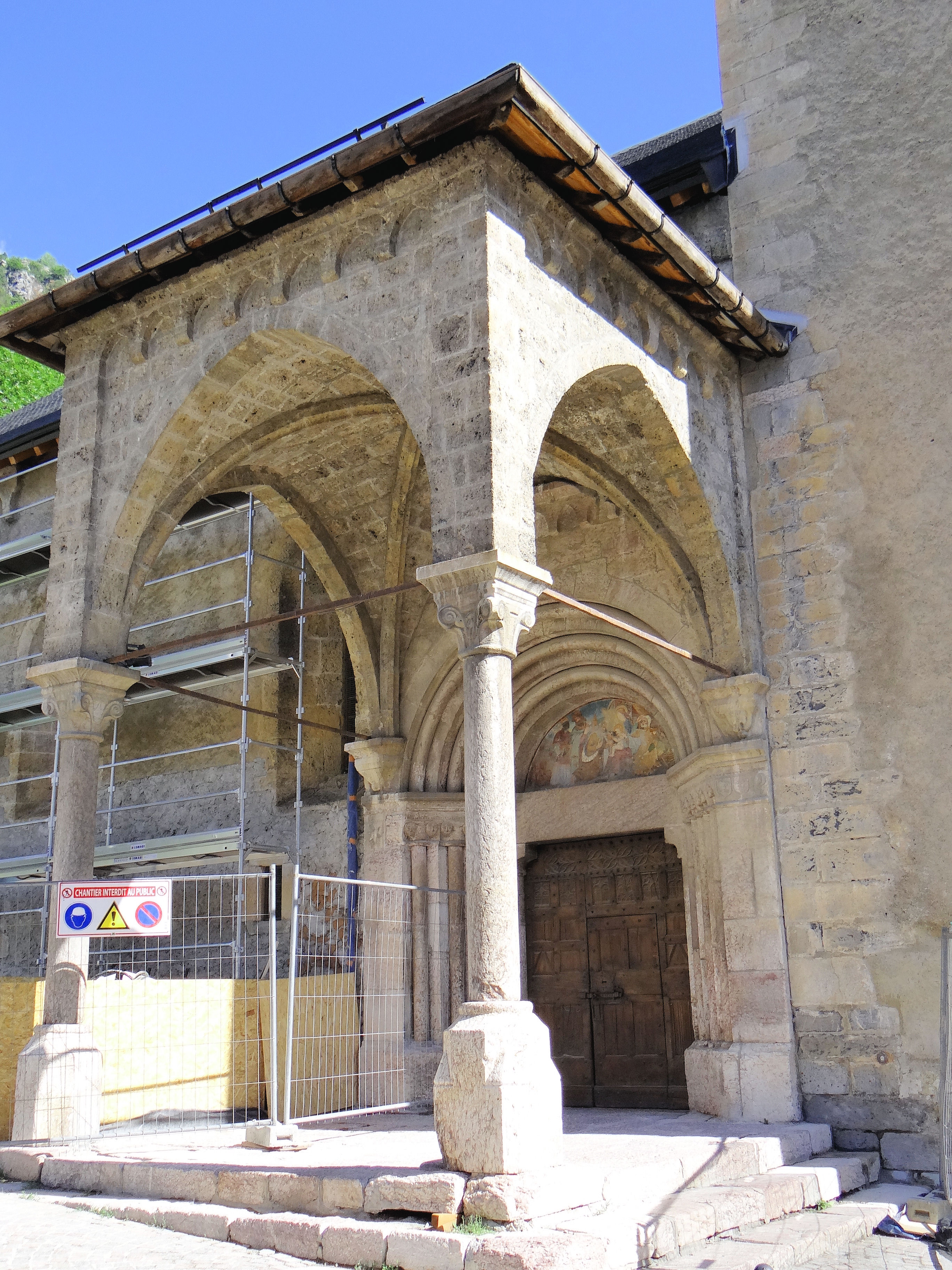
Kirche Saint-Étienne

- Kirche Saint-André-et-Sainte-Louise, ein Monument historique
- Kirche Saint-Étienne, ein Monument historique
- Kirche Saint-Sébastien, ein Monument historique
- Kapelle Saint-André-et-Saint-Lucie du Grand-Parcher
- Sonnenuhr aus dem Jahr 1718